# Tarbijat Jazd
Tarbijat Jazd (perz. استقلال يزد) je iranski nogometni klub iz grada Jazda. Sudjelovao je u iranskoj prvoj lizi, iz koje je ispao nakon sezone 2005./06.
Klub se izvorno zvao Šahid Gandi, ali nakon jedne sezone u IPL-u, ispao je iz lige. Glavni pokrovitelj je imao financijskih problema, i klubu je prijetio raspad, ali se 20. srpnja 2006. našlo nove pokrovitelje i preimenovan je u Esteglal Jazd. Nakon samo dva tjedna, pokrovitelji su odustali od kluba i uz pomoć lokalnih vlasti pronađen mu je novi pokrovitelj pa je preimenovan u Jazd Behruk Cement. Mjesec dana kasnije i industrijalci su odustali od kluba pa je preimenovan u Talije Jazd, a nedugo kasnije uslijedilo je i peto preimenovanje u Tarbijat.

## Sportski direktori
- Abdolreza Dasta (Šahid Gandi)
- Ali Fathollahzadeh (Esteglal Jazd; 2006.)
- Mahmud Amiri (Behruk, Talije, Tarbijat; 2006.)
- Kamran Gorbani

## Dosadašnji treneri
- Hans-Jürgen Gede (2005./2006.)
- Madžid Džalali (2006.)
- Ibrahim Talebi (2006. – 2007.)
- Hamid-Reza Asiabanpur (2007. – 2008.)
- Davud Mahabadi (2008. – 2009.)
- Jahja Golmuhamedi (2009. – 2010.)
- Hadi Bargizar (2010. – 2012.)
- Firuz Karimi (2012.-danas)

## Vanjske poveznice
- (perz.) Službene klupske stranice  Arhivirana inačica izvorne stranice od 30. studenoga 2007. (Wayback Machine)
- (engl.) Perzijska nogometna liga
- (engl.) Statistike iranske profesionalne lige